# 8142-es mellékút (Magyarország)
A 8142-es számú mellékút egy közel 16 kilométer hosszú, négy számjegyű mellékút Komárom-Esztergom vármegye területén. Kocs és Mocsa településeket köti össze Komárommal, illetve az 1-es főúttal.

## Nyomvonala
A mai Komárom keleti részén, a városhoz csatolt Szőny központjában indul, az 1-es főútból kiágazva, annak 83+450-es kilométerszelvénye közelében, nagyjából déli irányban. Mocsai út néven húzódik a belterület déli széléig, majd áthidal egy vízfolyást, ami után rögtön – még az első kilométerének elérése előtt – beletorkollik délkelet felől a Tatától idáig húzódó 8139-es út, majdnem pontosan 15 kilométer után.
A 3. kilométere közelében átszeli Mocsa határát, de még sokáig külterületek közt jár, majdnem 7,5 kilométer teljesítését követően lép csak mocsai lakott területre. Széles ívben kerüli meg nyugat felől a település központját, a Kocsi út nevet viselve, majd a központ déli részén, a 8+150-es kilométerszelvénye táján egy elágazáshoz ér: a 8141-es út ágazik itt ki belőle Naszály felé.
8,8 kilométer után kilép a község házai közül, de jócskán a község területén jár még akkor is, amikor, 9,6 kilométer után – csomópont nélkül, felüljárón – áthalad az M1-es autópálya felett. 12,8 kilométer után lépi át Kocs határát, de a település első házait csak további két kilométer után éri el; települési neve itt Komáromi utca. A község központjában, a 8136-os útba beletorkollva ér véget, annak 8+500-as kilométerszelvénye közelében.
Teljes hossza, az országos közutak térképes nyilvántartását szolgáló kira.gov.hu adatbázisa szerint 15,740 kilométer.

## Települések az út mentén
- Komárom
- Mocsa
- Kocs